# Franco e Ciccio superstars
Franco e Ciccio superstars è un film-collage: è infatti stato montato dal regista Giorgio Agliani con quattro spezzoni di film di Franco Franchi e Ciccio Ingrassia. I film sono: Continuavano a chiamarli... er più e er meno, Il clan dei due Borsalini, Il lungo, il corto, il gatto e Come svaligiammo la Banca d'Italia.